# La Harpe et l'Ombre
 (août 2025).
Si vous disposez d'ouvrages ou d'articles de référence ou si vous connaissez des sites web de qualité traitant du thème abordé ici, merci de compléter l'article en donnant les références utiles à sa vérifiabilité et en les liant à la section « Notes et références ».
La Harpe et l'Ombre est un roman de l'écrivain cubain Alejo Carpentier paru en 1978, récompensé par le prix Médicis étranger en 1979. 
La traduction français paraît l'année suivante aux éditions Gallimard.

## Résumé
Centré sur le personnage de Christophe Colomb, le roman est construit en trois parties distinctes : la Harpe, la Main et l'Ombre.
Dans la première partie, le futur pape Pie IX, en voyage au Chili en 1824, envisage déjà la béatification de Colomb.
La seconde partie, de loin la plus importante, est constituée par la confession du navigateur à l'heure de sa mort.
Enfin, dans L'Ombre, on assiste au fantastique procès en béatification, procès hypothétique où l'écrivain Léon Bloy vient plaider la cause et où Jules Verne fait office d'avocat du diable.